# Studentenkarzer (Heidelberg)
Der letzte Studentenkarzer der Geschichte Heidelbergs befand sich in der Augustinergasse 2 und diente als Gefängnis für Studenten der Ruprecht-Karls-Universität Heidelberg. Heute ist er als Teil des Museums zur Geschichte der Universität der Alten Universität Heidelberg angegliedert.

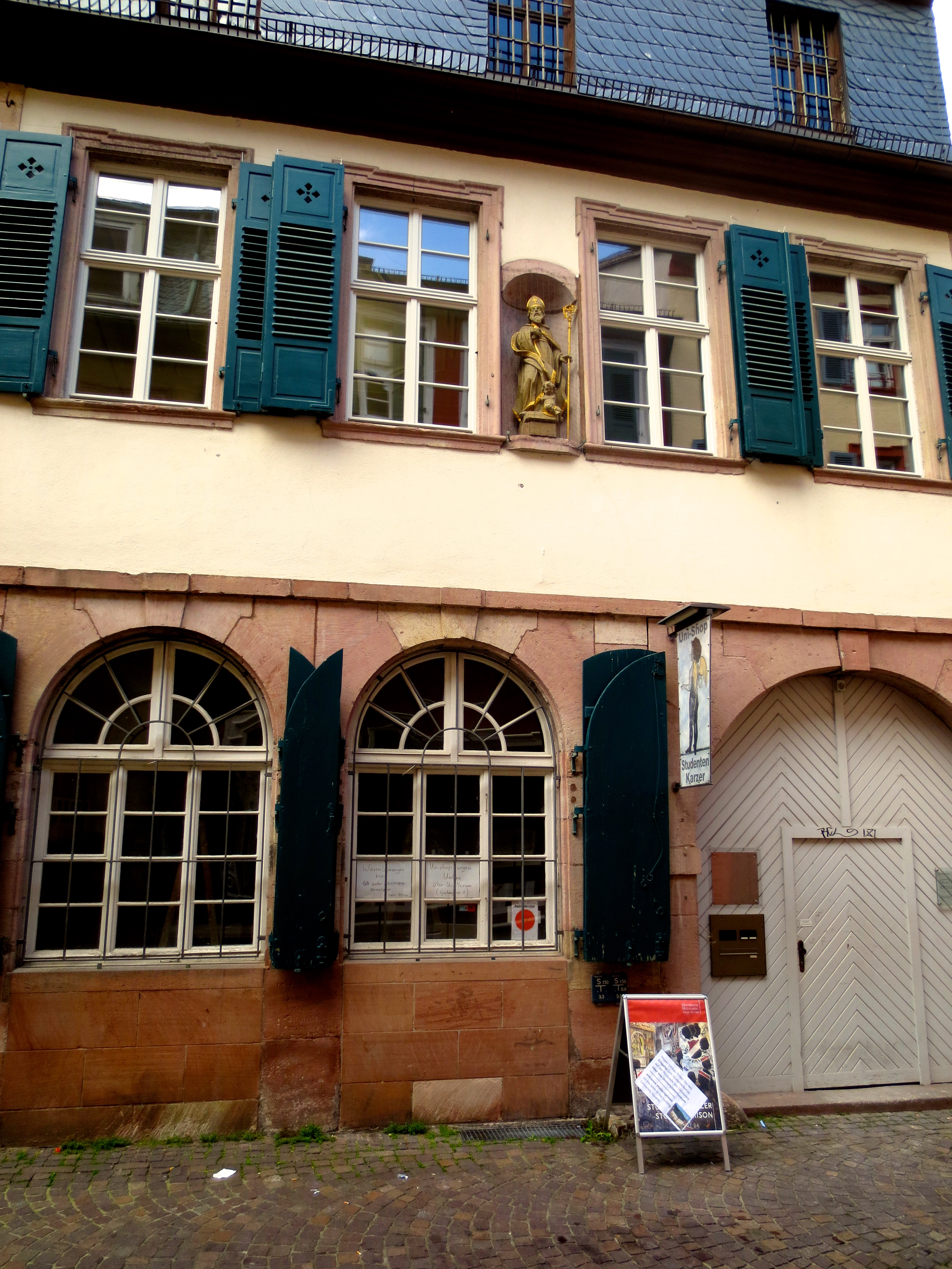
Hinter dieser Fassade des Barockgebäudes in der Augustinergasse 24 befindet sich der Zugang zum letzten Karzer der Heidelberger Universität

## Geschichte

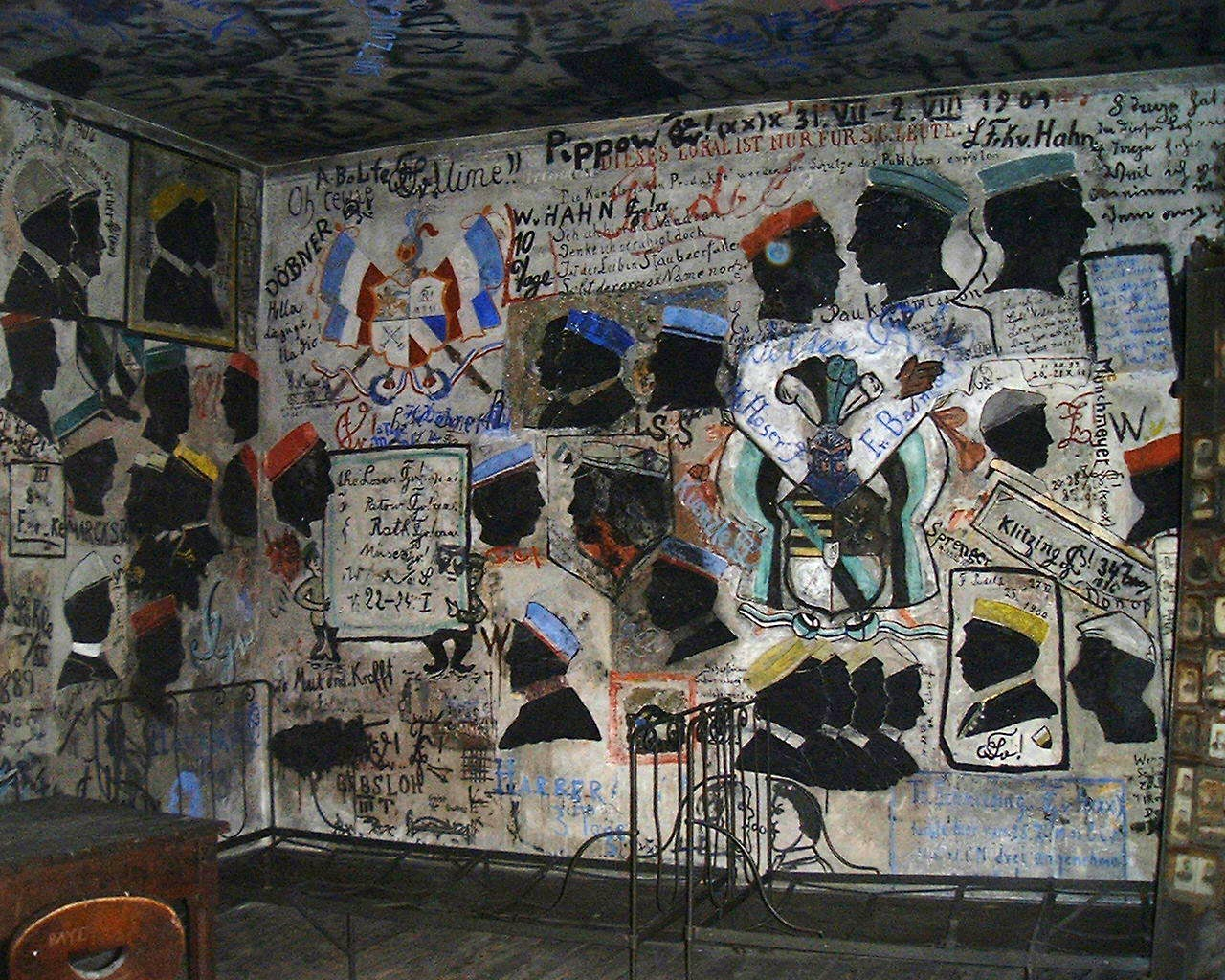
Wandmalereien in dem Raum, der für Mitglieder der Corps vorgesehen war

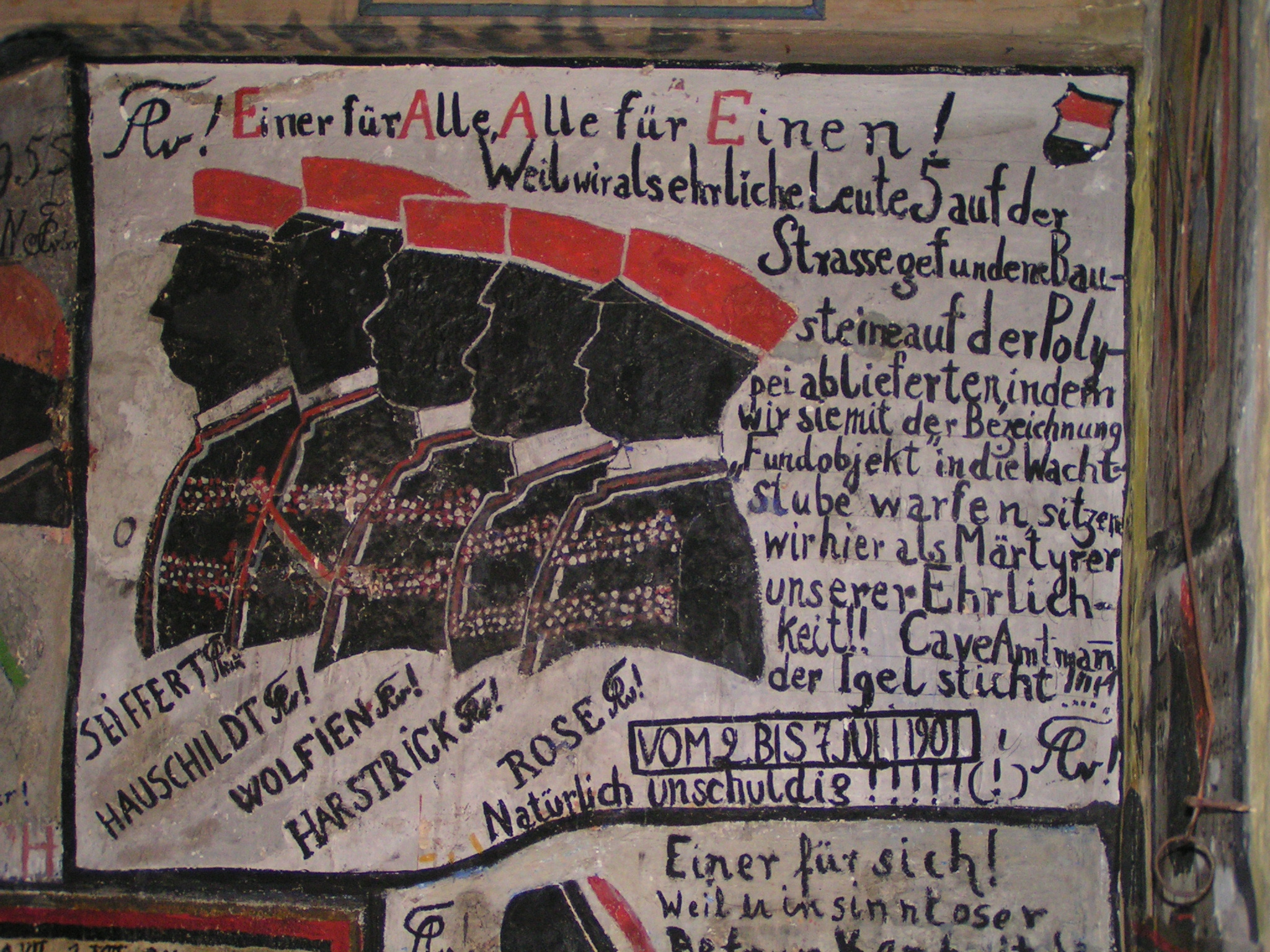
Studentenkarzer mit Couleurmalereien der „Inhaftierten“ (Burschenschaft Allemannia) von 1901:
Einer für Alle, Alle für Einen!
Weil wir als ehrliche Leute 5 auf der Strasse gefundene Bausteine auf der Polypei ablieferten, indem wir sie mit der Bezeichnung Fundobjekt in die Wachstube warfen, sitzen wir hier als Märtyrer unserer Ehrlichkeit!
Cave Amtmann. (lat.: Gib acht, Amtmann!) Der Igel sticht!
Vom 2. bis 7. Juli 1901
Natürlich unschuldig !!!!! (!)

Die Institution eines Karzers für Studenten in Heidelberg führt zurück bis ins 14. Jahrhundert, der Zeit der Gründung der Universität, als diese noch eine eigene Gerichtsbarkeit für Studenten ausübte. Mit der Einrichtung eines Studentenkarzers wurden im 16. Jahrhundert Haftstrafen üblich. In Heidelberg hielten sich diese Rechtsverhältnisse bis zum Beginn des 20. Jahrhunderts.
Die bunten Wandmalereien stammen erst aus den letzten Jahrzehnten der Nutzung des Karzers. In dieser Zeit war das Absitzen der Haftstrafe im Karzer für Studenten nur noch eine Gaudi, die sie mit Stolz erfüllte, hier inhaftiert gewesen zu sein, sich mit Namen und Konterfei und den Abzeichen ihrer jeweiligen Studentenverbindung an den Wänden verewigt zu haben.
In der damaligen, stark von Studentenverbindungen geprägten Zeit war es üblich, die inhaftierten Studenten jeweils nach Art ihrer Verbindung (Corps, Burschenschaft, Landsmannschaft etc.) getrennt festzusetzen. Studenten unterschiedlicher Verbindungen könnten ansonsten Händel untereinander beginnen, was zu tumultartigen Zuständen während der Inhaftierung hätte führen können. Die erhaltenen Wandmalereien im Heidelberger Studentenkarzer stammen ausschließlich von Studenten, die an der Ruprecht-Karls-Universität Heidelberg immatrikuliert waren.

## Heute
Der Heidelberger Studentenkarzer zählt zu den beliebtesten Sehenswürdigkeiten der Besucher der Heidelberger Altstadt. Der Eingang zum Studentenkarzer befindet sich in der Augustinergasse 2, unweit des Universitätsplatzes in der Heidelberger Altstadt. Er kann zusammen mit dem Universitätsmuseum besucht werden, das ebenfalls über die Augustinergasse 2 zugänglich ist.

## Galerie

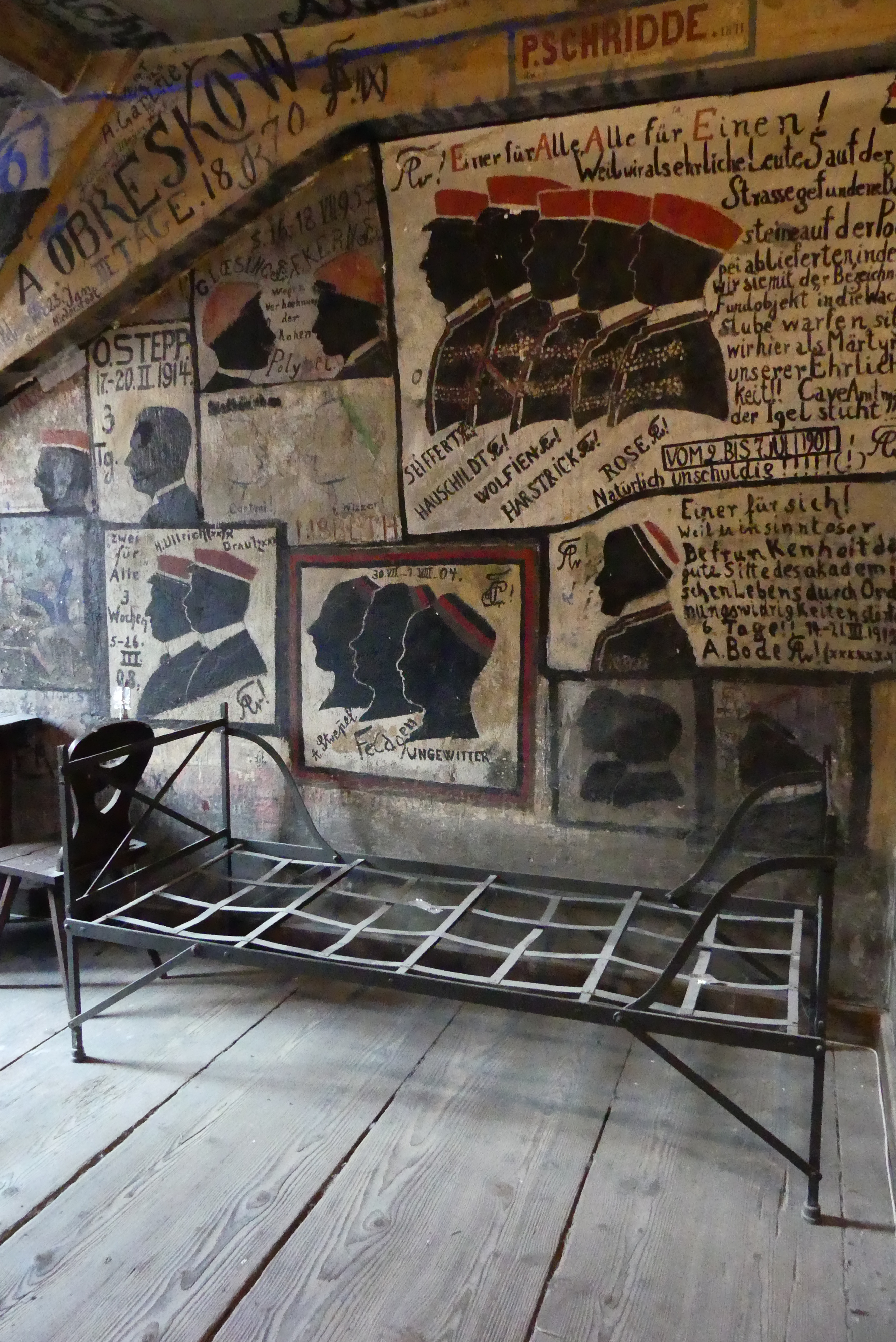
Bett im Karzer
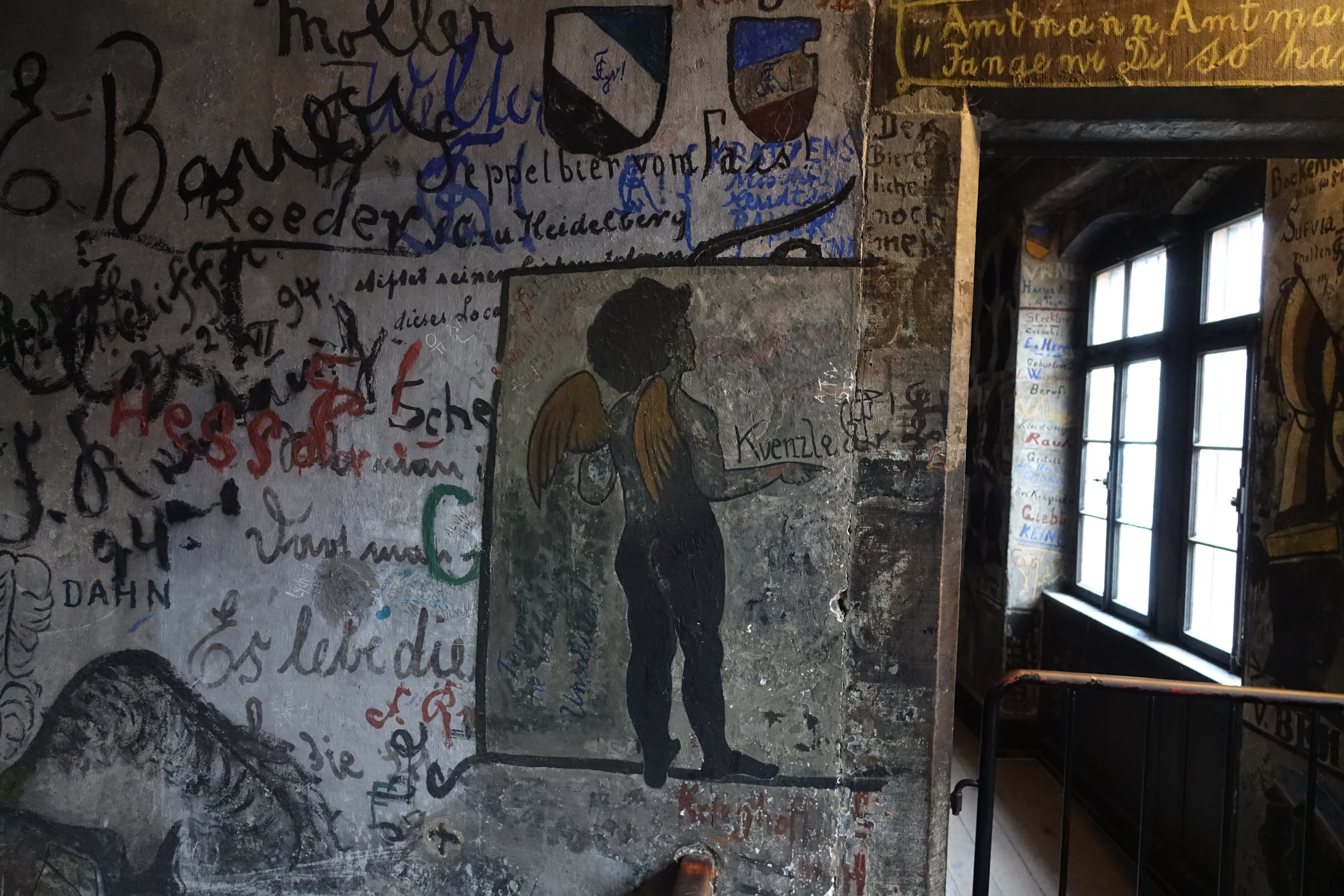
Angel
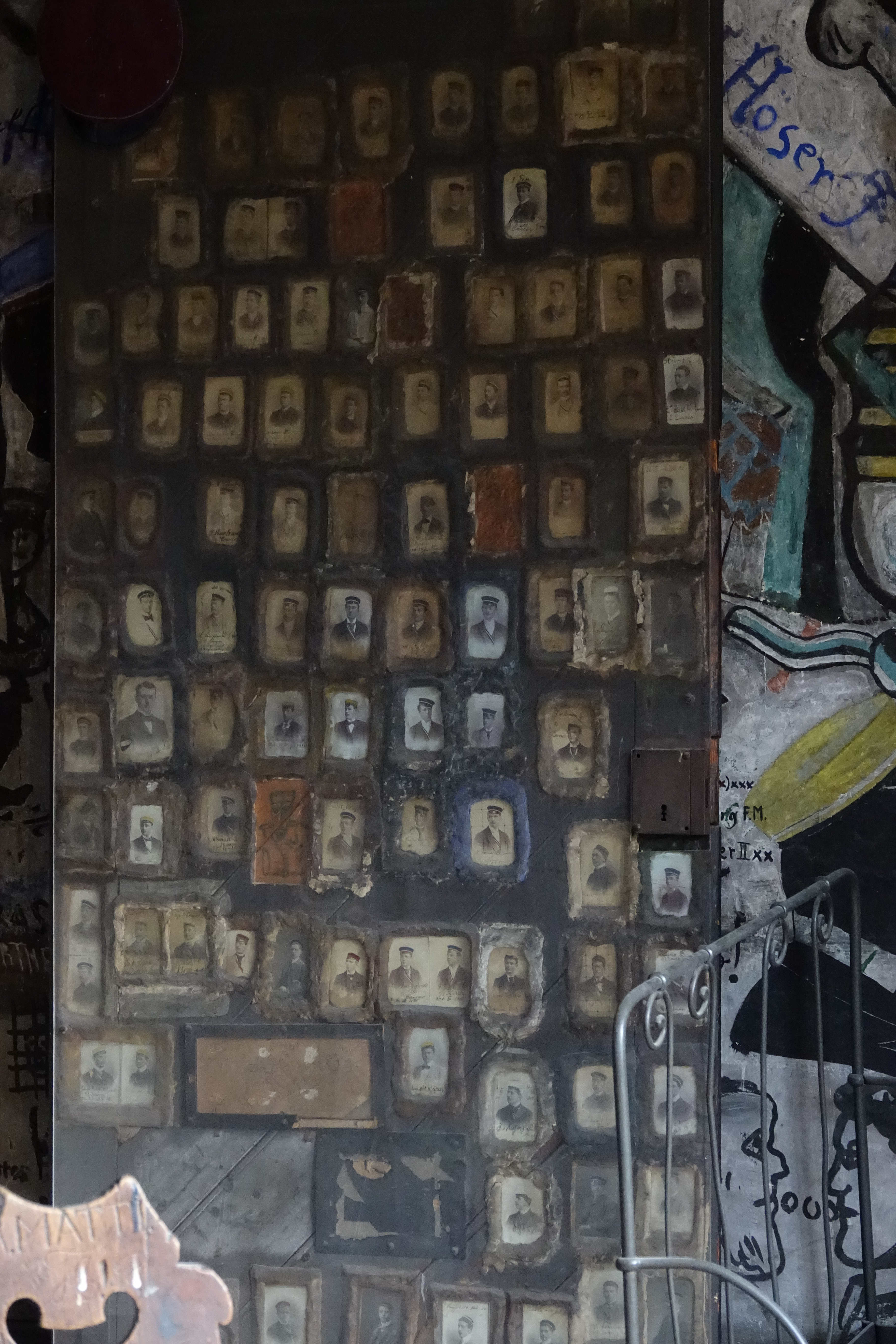
Fotowand
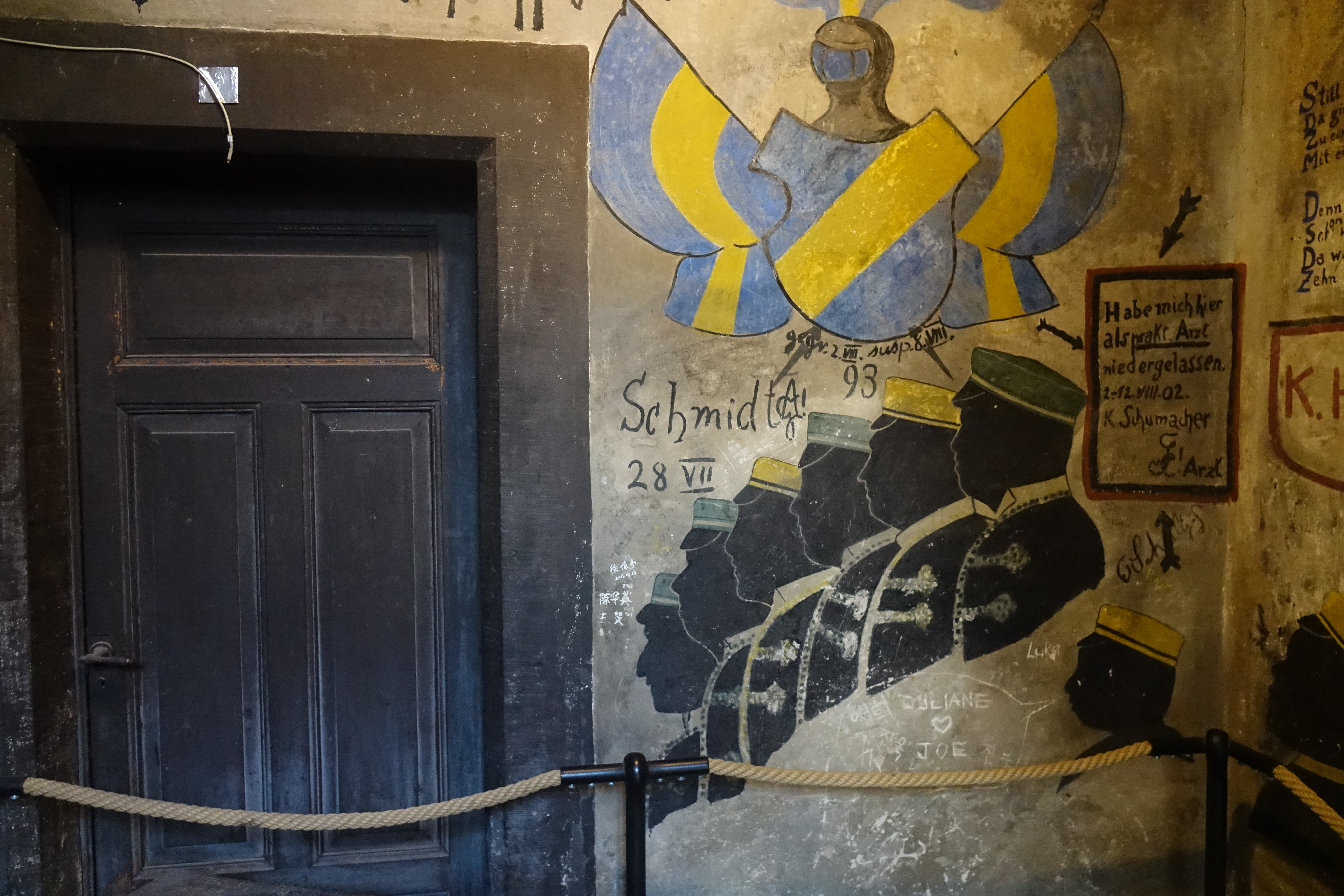
Karceronia
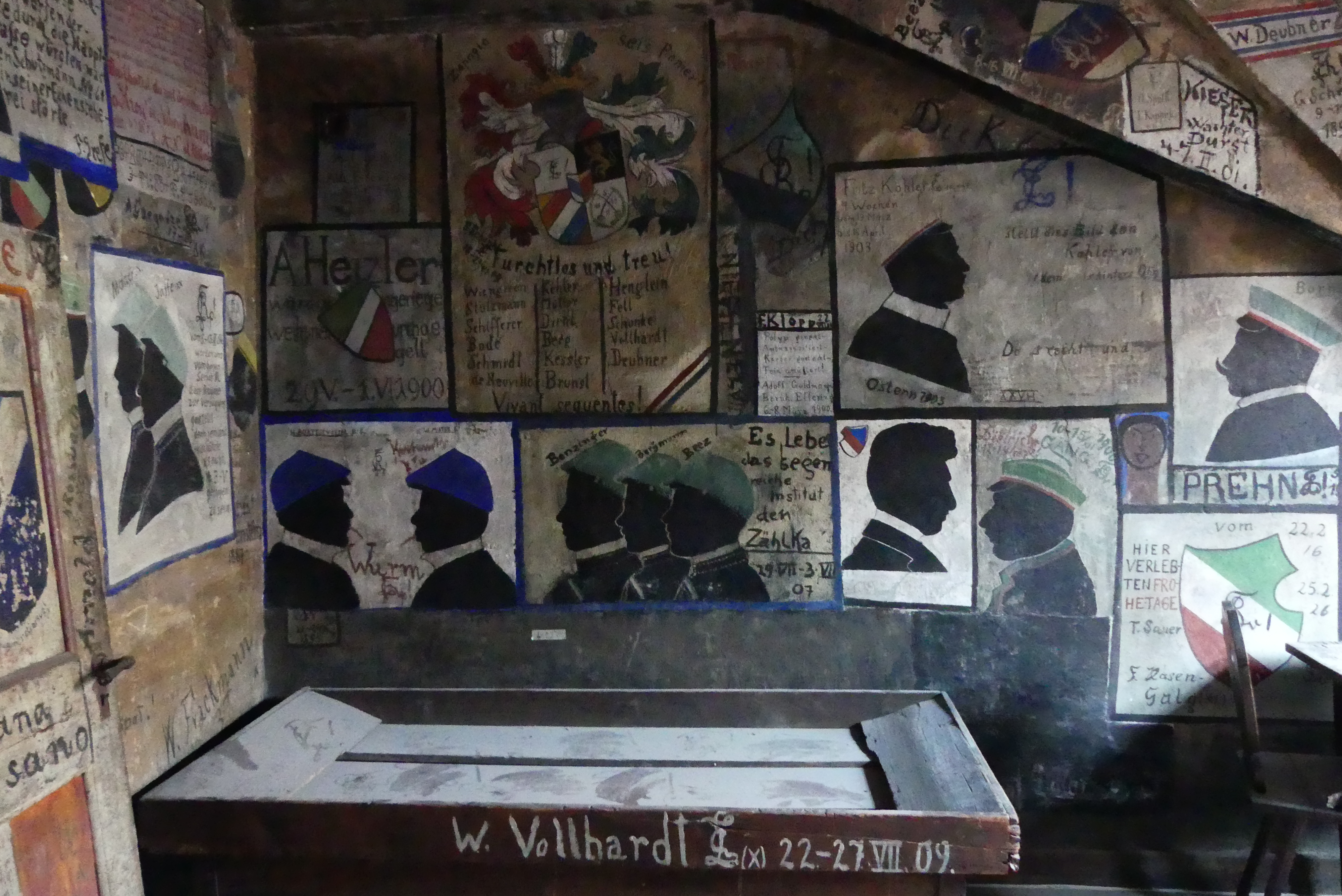
Profile und Wappen
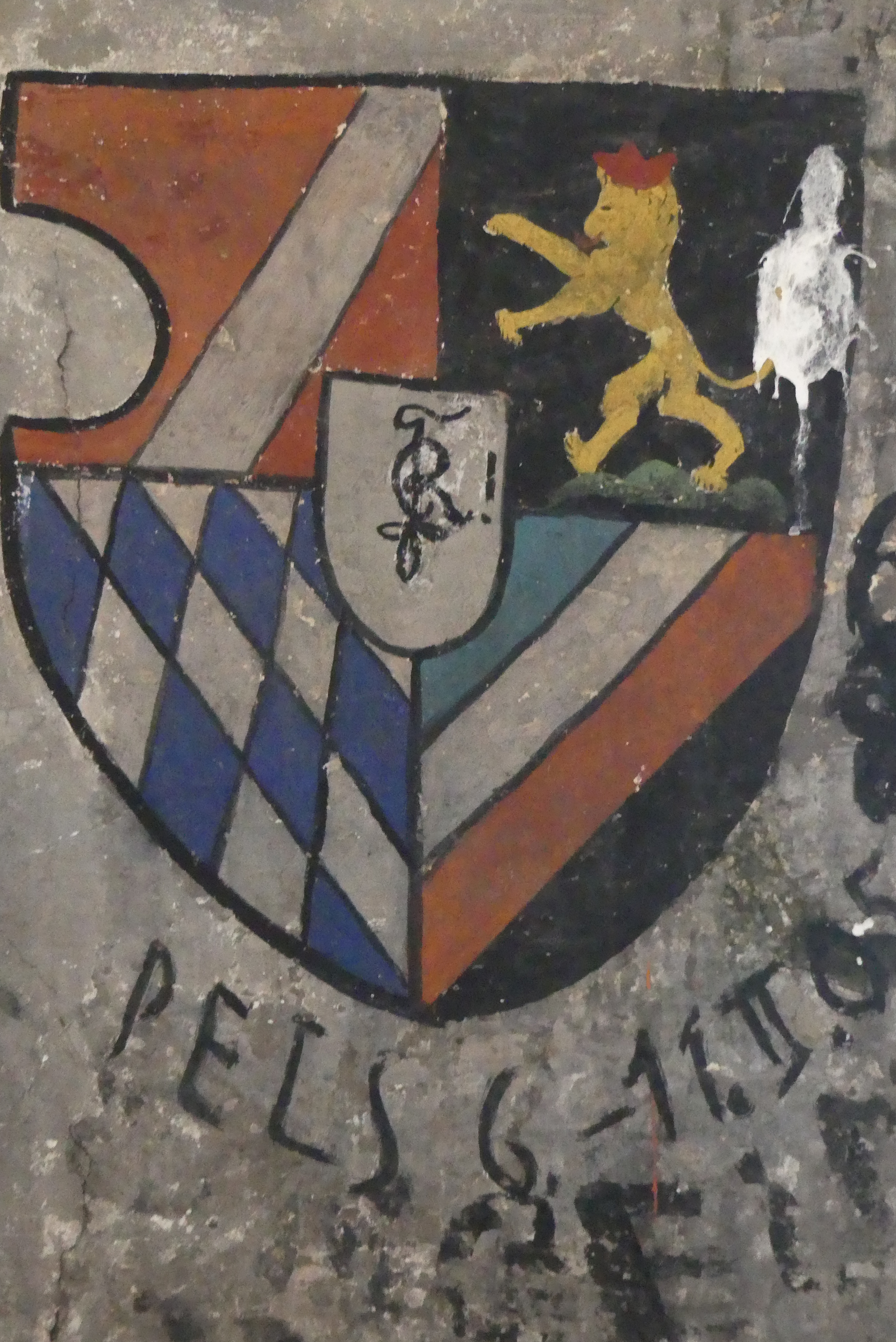
Rupertia zu Heidelberg
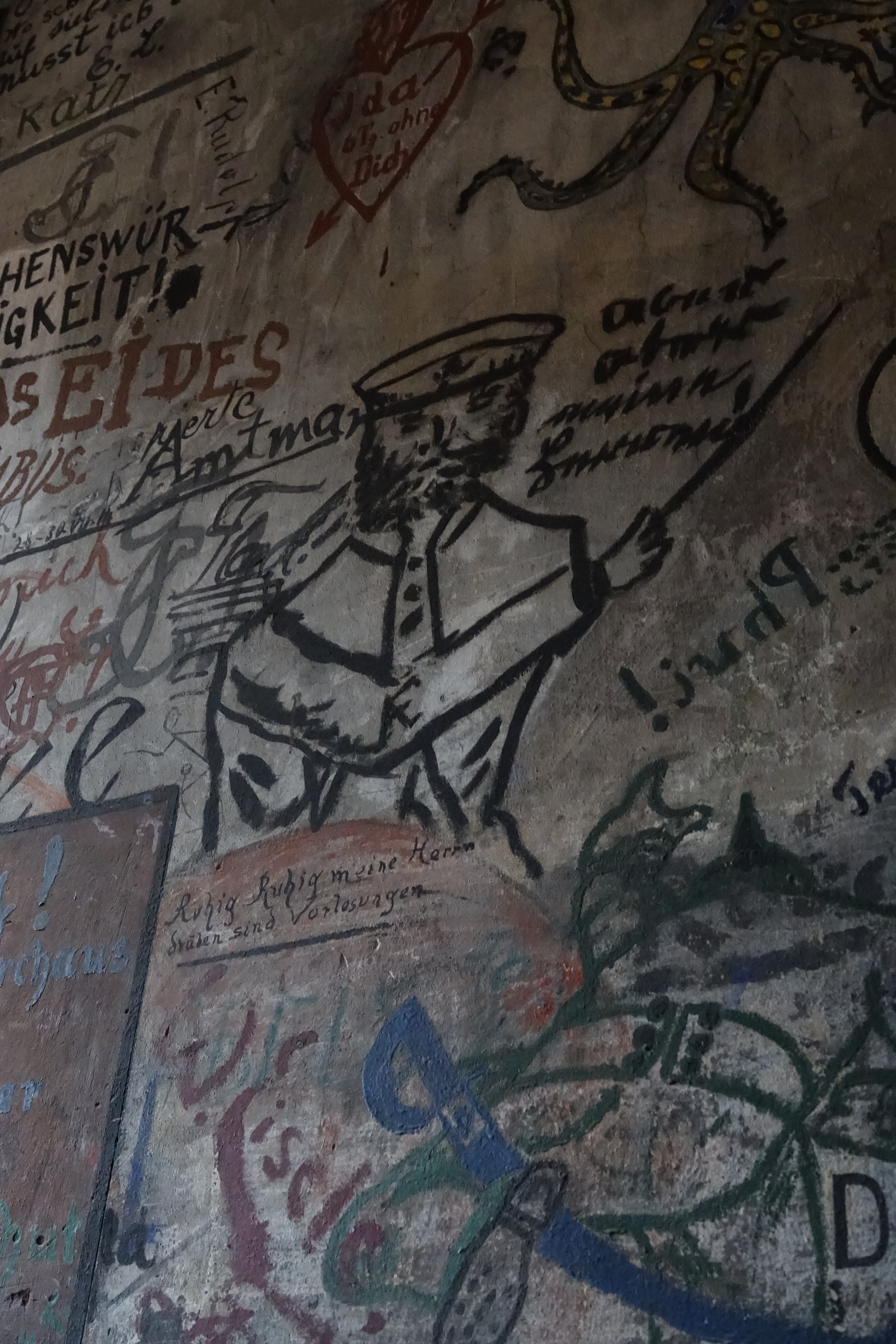
Studentenfigur
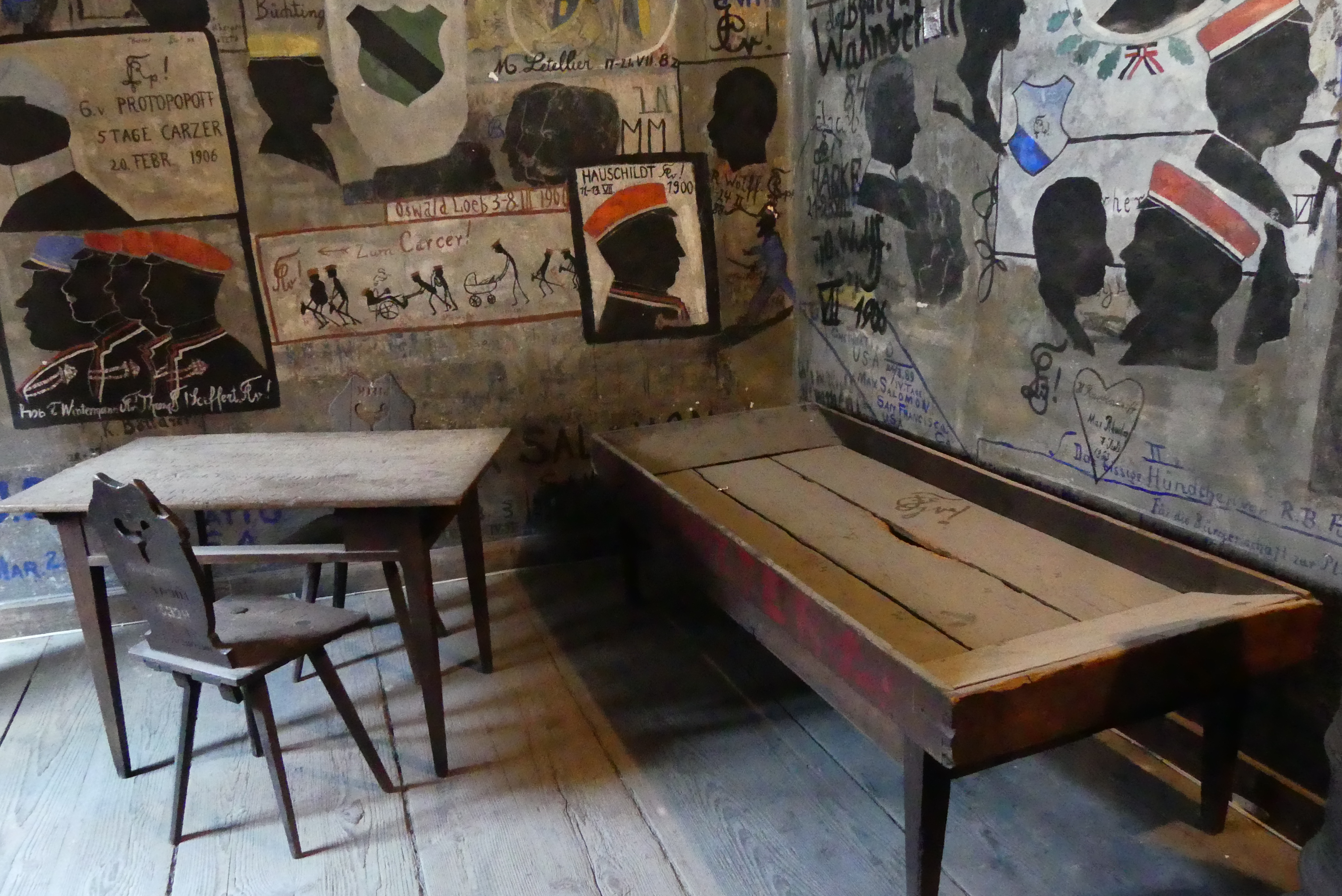
Wohnraum
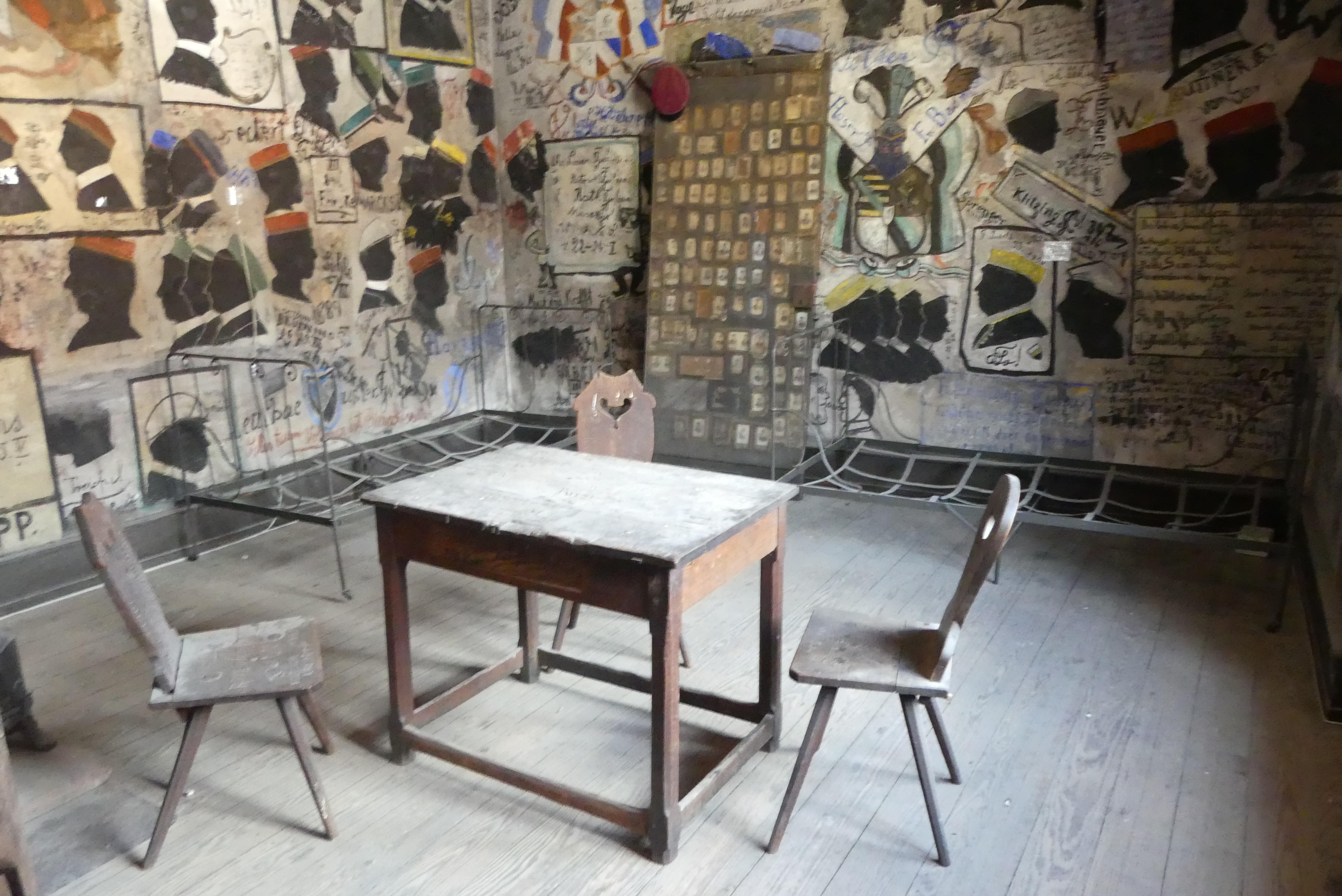
Tisch und Stühle
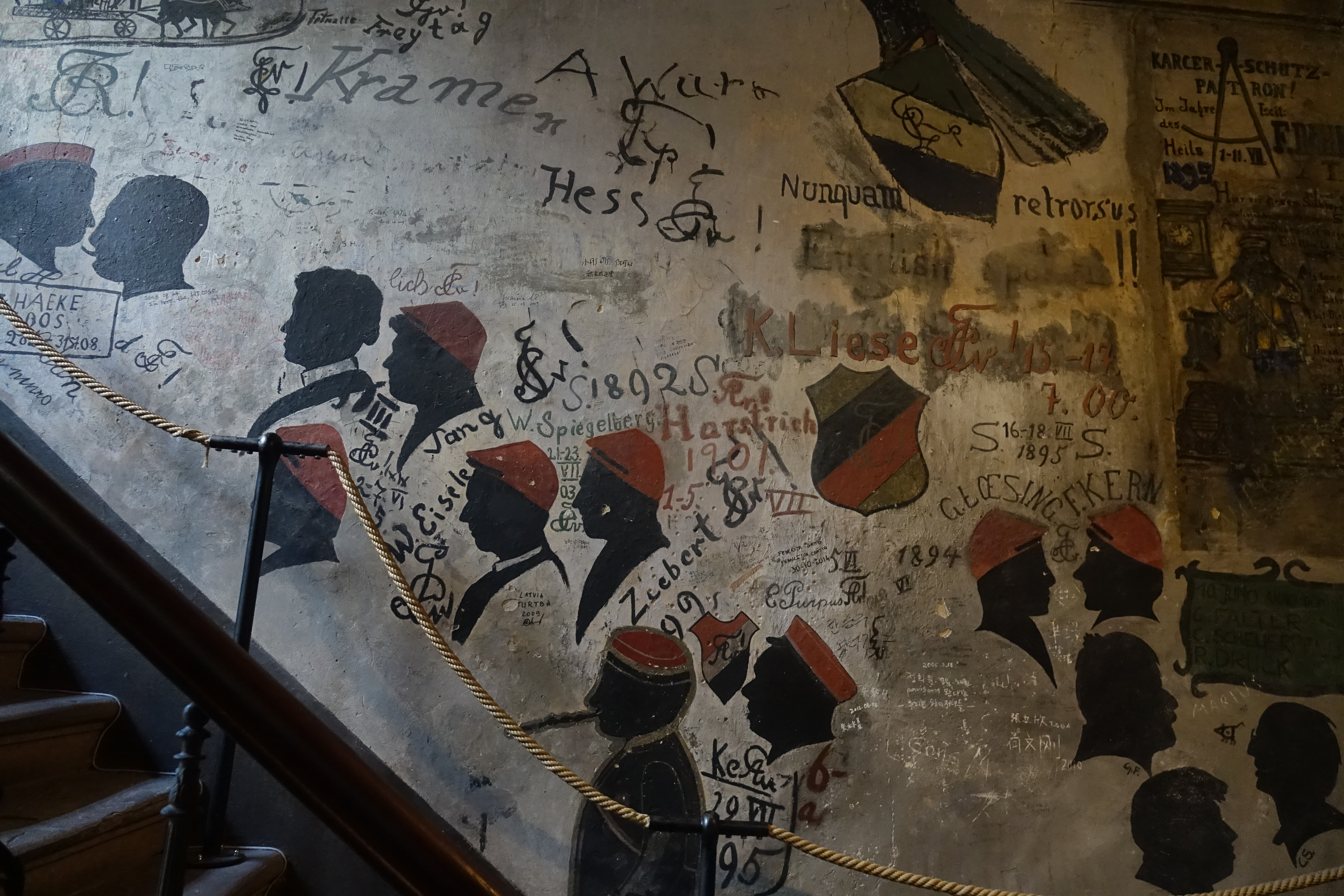
Treppe im Karzer
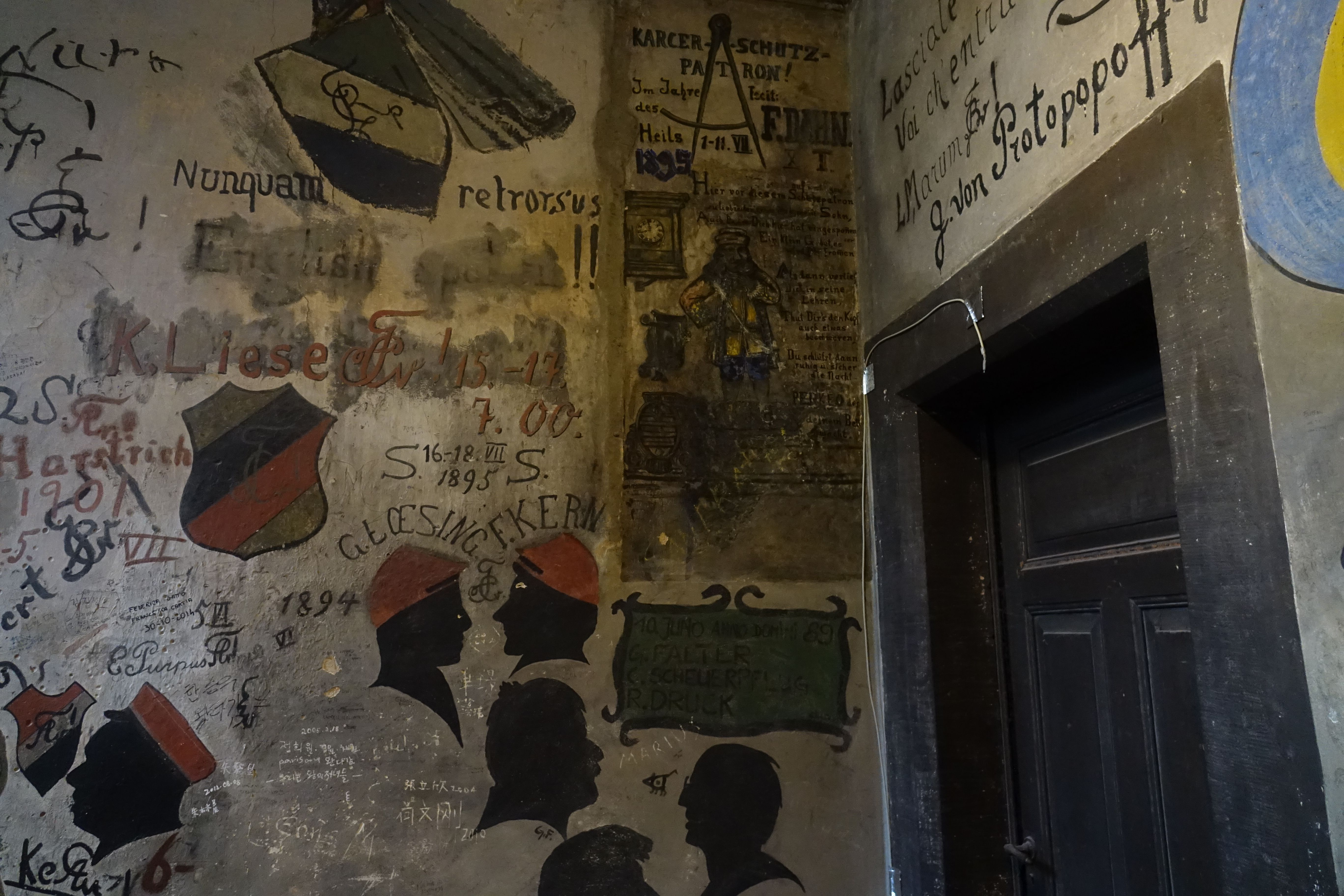
Wand im Karzer
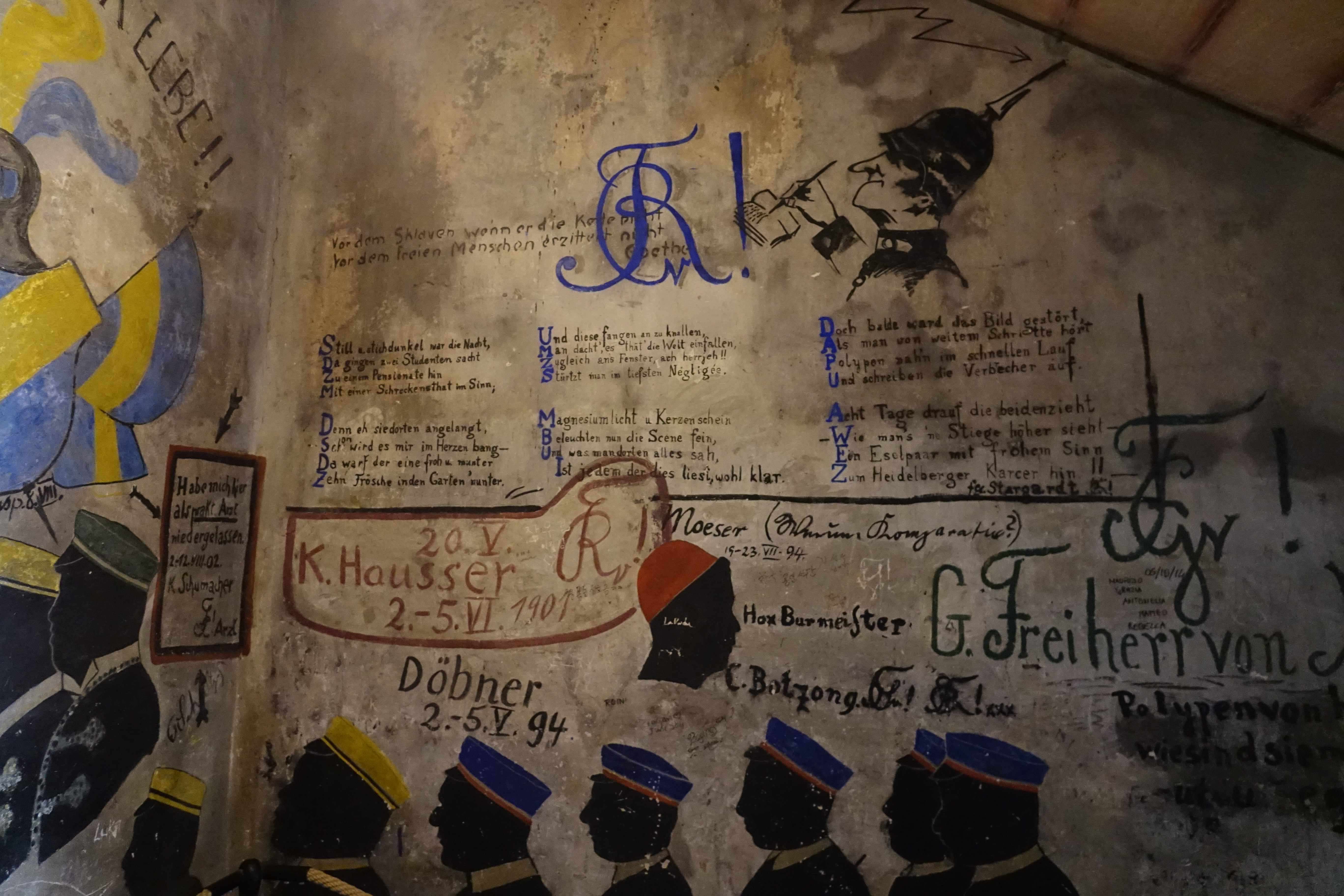
Gedichte
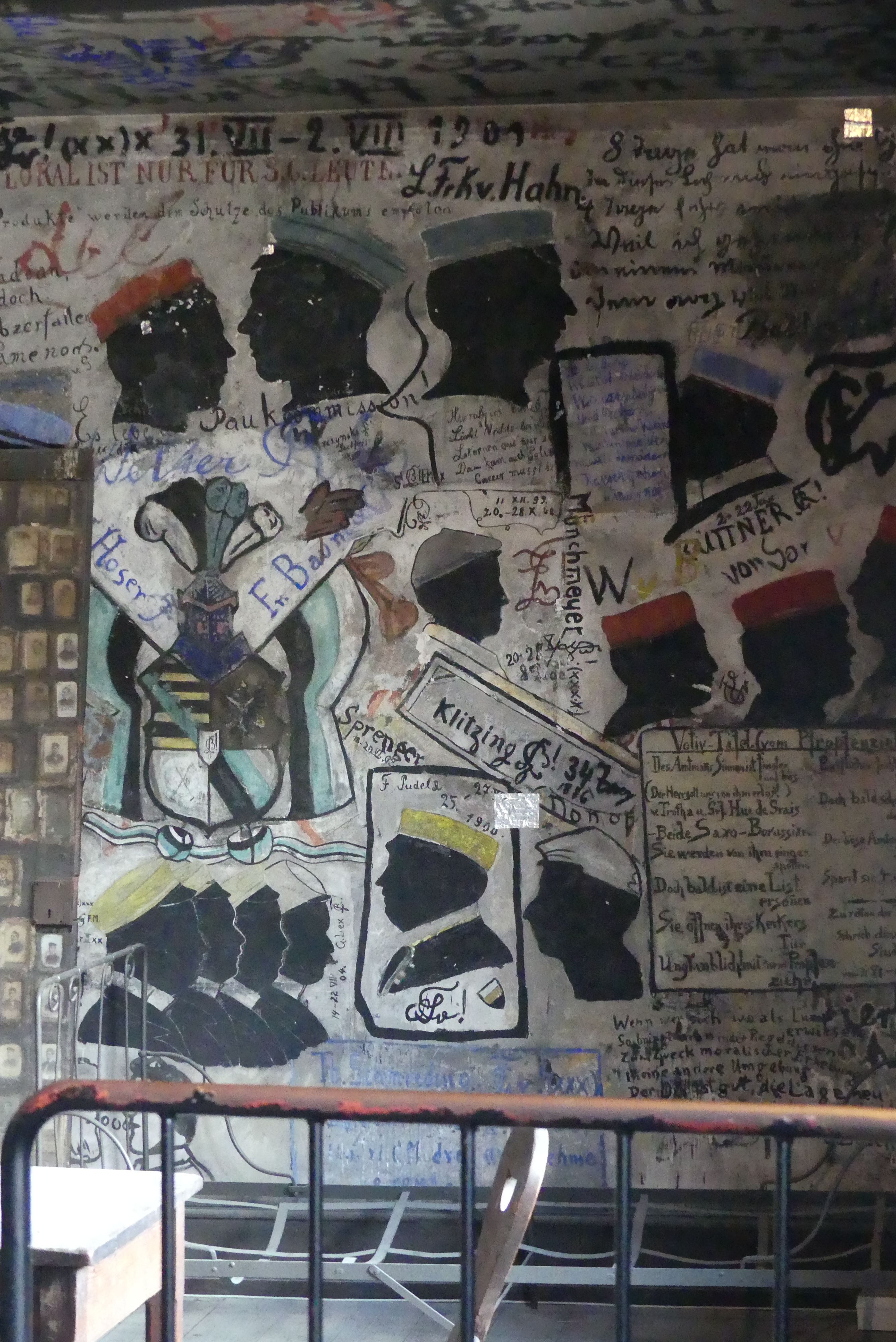
Profile
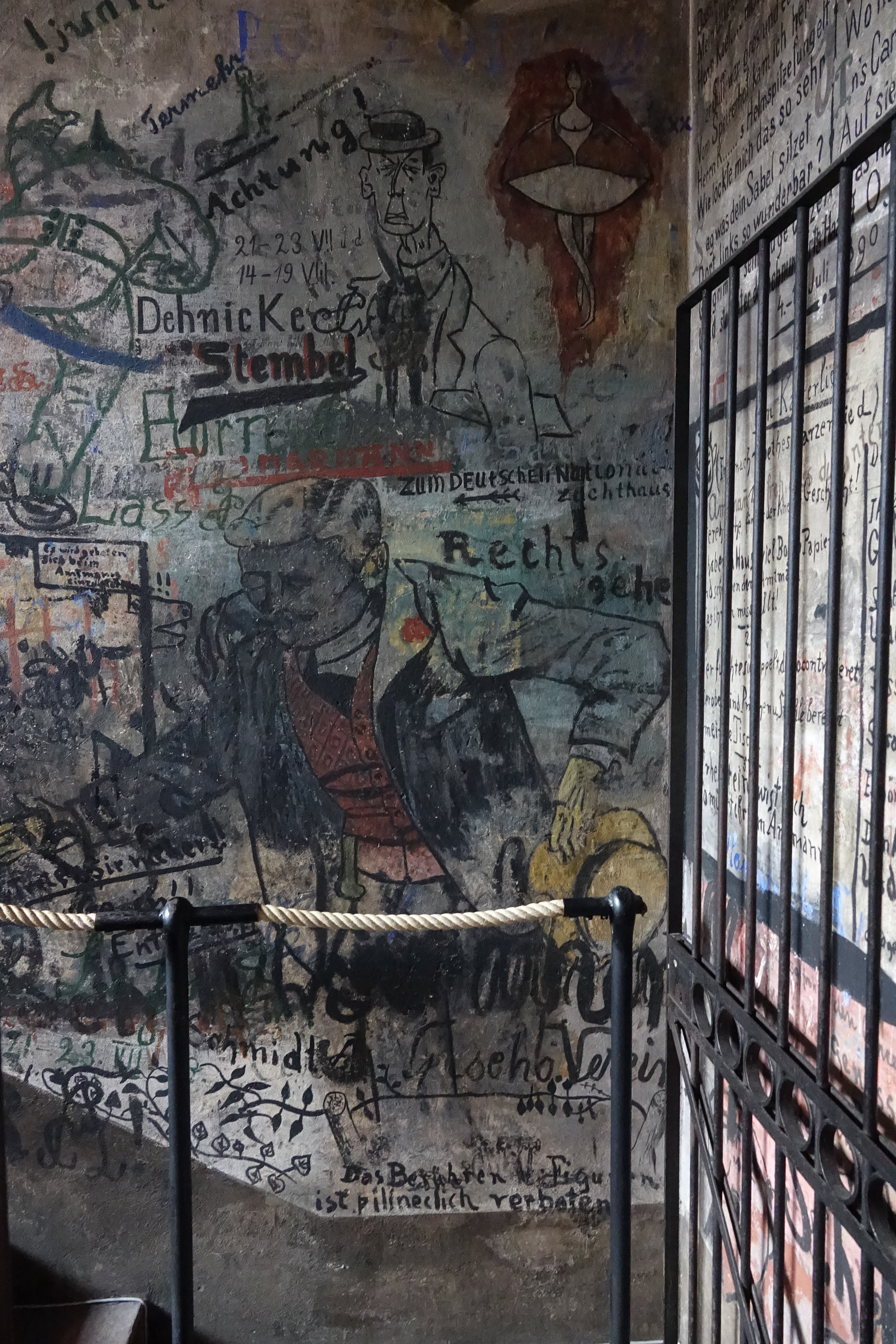
Treppenbereich im Karzer